# 한국전통문화재단
한국전통문화재단은 전통문화 전문인력을 양성하며 전통문화에 대한 선양 보존을 위하여 2005년 7월 21일 설립된 문화체육관광부 소관의 재단법인이다. 사무실은 서울특별시 종로구 효자로 45 (창성동)에 있다.

## 주요 사업
- 한국고건축박물관 건립
- 전통문화의 보급․계승․발전
- 전통문화 및 북한문화조사연구
- 고건축 및 전통공예의 수행․지원
- 문화재의 보수․수리․설계 등에 대한 전문인력 양성